# Kaiser-Ferdinands-Wasserleitung

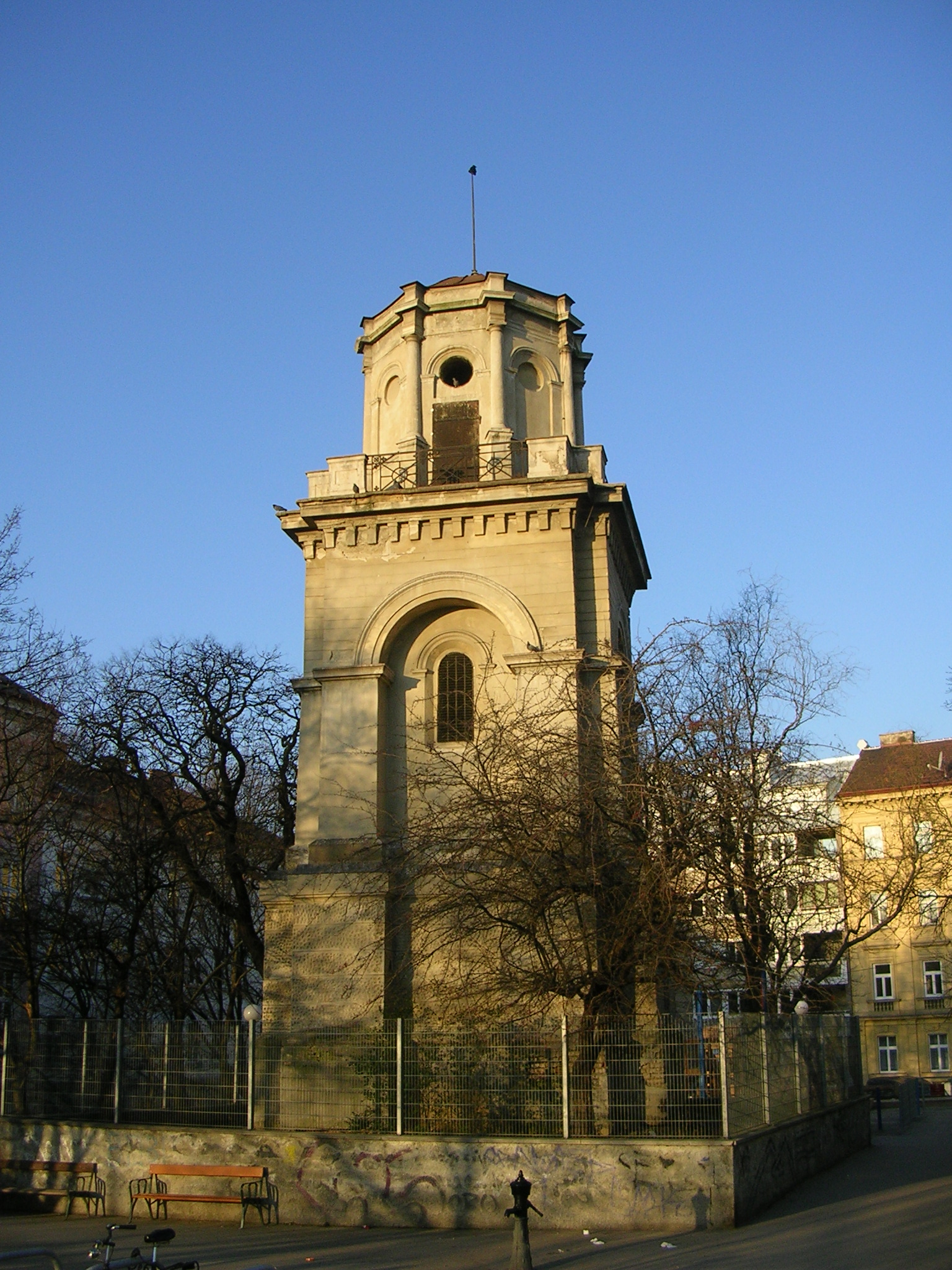
Der Währinger Wasserturm

Die Kaiser-Ferdinands-Wasserleitung war bis zur Errichtung der ersten Hochquellenwasserleitung die Wiener Wasserversorgung mit dem am weitesten verzweigten Rohrnetz in der Stadt Wien. Gewonnen wurde das Grundwasser im Uferbereich des Donaukanals in der Spittelau.

## Ausgangslage
Hauptsächlich erfolgte die Wasserversorgung der Stadt Wien durch Hausbrunnen. Da mangels einer Kanalisation die Qualität des Grundwassers aber immer schlechter und dieses damit immer häufiger Auslöser für Krankheiten und Epidemien wurde, wurden zunehmend von Westen und Süden her Wasserleitungen in die Stadt errichtet. Nutznießer dieser Anlagen waren in den meisten Fällen vor allem der kaiserliche Hof, der Adel und die Klöster. Die breite Masse der Wiener Bevölkerung hatte nur an wenigen Auslaufbrunnen in der Stadt die Möglichkeit, sich mit Trinkwasser besserer Qualität, das ihr dort meist kostenlos überlassen wurde, zu versorgen.
Die erste Wasserleitung mit etwas größerer Flächendeckung war die zwischen 1803 und 1804 errichtete Albertinische Wasserleitung, die Quellwasser aus dem Raum Hütteldorf nach Wien leitete.

## Geschichte

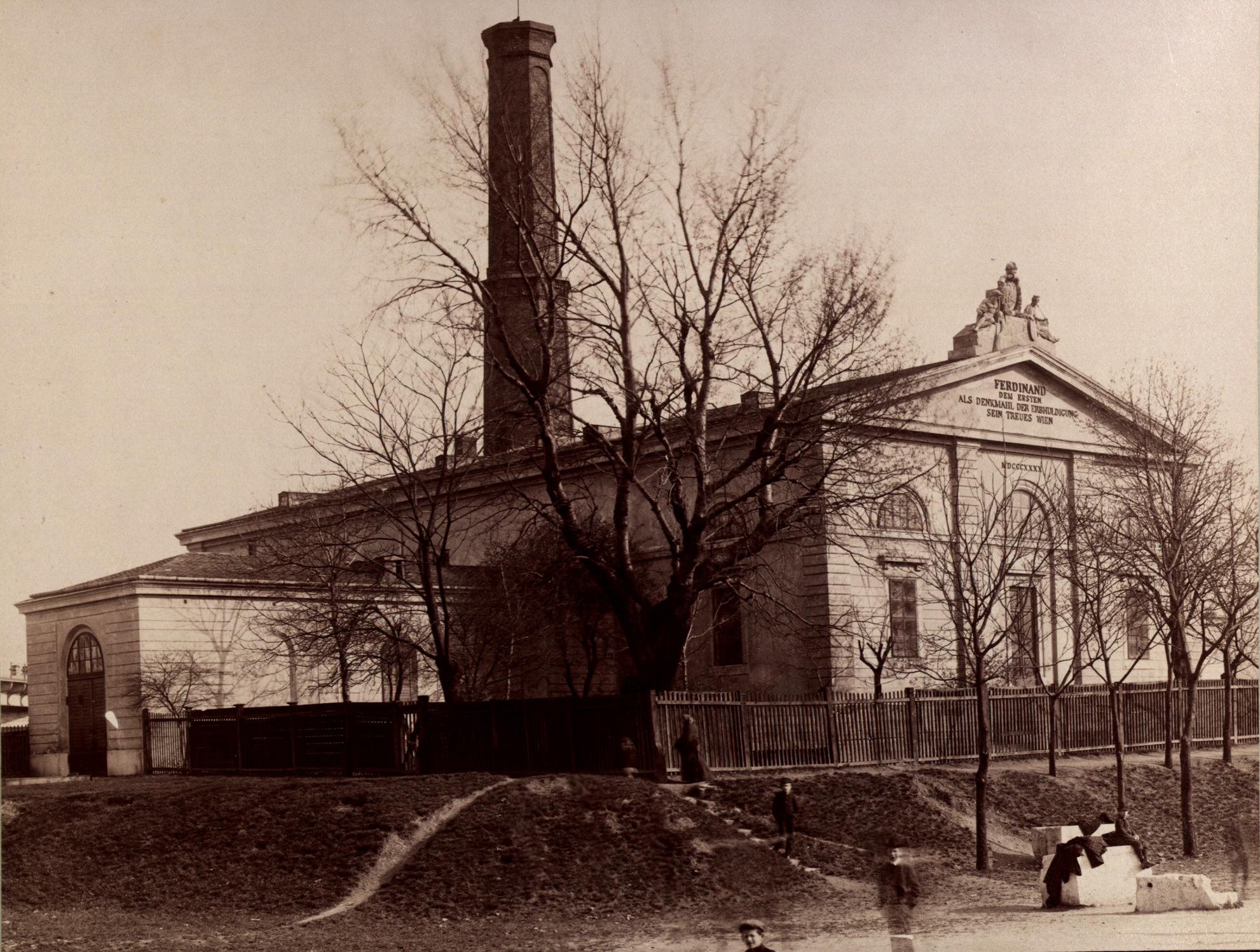
Das Pump- und Maschinenhaus am Standort der heutigen Müllverbrennungsanlage Spittelau

Den Entschluss, die nach ihm benannte Wasserleitung zu errichten, fasste Kaiser Ferdinand im Jahr 1835. Baubeginn war im Jahr 1836, die Bauaufsicht über die Arbeiten hatte die Niederösterreichische Landesregierung. 1841 nahm das Wasserwerk seinen Teilbetrieb auf.
Aus finanziellen Gründen wurde das Wasserwerk 1843 der Stadt Wien übergeben, die unmittelbar danach wegen der zu geringen Ergiebigkeit der Anlage zunächst die Saugkanäle verlängerte und anschließend auch die Pumpanlage erneuerte.
Mit der Inbetriebnahme der Ersten Wiener Hochquellenwasserleitung 1873 wurde die Kaiser-Ferdinands-Wasserleitung zunächst stillgelegt, später wegen Wassermangels infolge zu geringer Quellschüttung der Hochquellenwasserleitung aber noch zweimal, nämlich während der Wintermonate 1876/1877 und 1877/1878, in Betrieb genommen. Die gänzliche Auflassung des Wasserwerks wurde 1907 durch den Gemeinderat beschlossen.
Das zu einem Lager umgebaute Pumpenhaus wurde erst 1965 abgerissen, um der Müllverbrennungsanlage Spittelau Platz zu machen.

## Finanzierung
Finanziert wurde die Errichtung der Kaiser-Ferdinands-Wasserleitung aus dem Baufonds, in welchen das Krönungsgeschenk des Erzherzogtums Niederösterreich, Wasserankaufskapitalien sowie sonstige Zuschüsse eingebracht wurden.
Unter dem Titel „Wasserankaufskapitalien“ gingen jene Mittel in den Baufonds ein, welche die Abnehmer – ursprünglich die 18 Vorstadtgemeinden für die auf ihrem Gemeindegebiet errichteten Auslaufbrunnen sowie die Besitzer öffentlicher Bauten, nach der Erweiterung der Kaiser-Ferdinands-Wasserleitung auch private Abnehmer – als Einmalerlag pauschal pro geliefertem Eimer Wasser pro Tag zu bezahlen hatten. Zusätzlich wurde ein jährlicher Regiekostenbeitrag erhoben.
Nach der Eröffnung der Ersten Hochquellenwasserleitung wurden die so erworbenen Wasserbezugsrechte von Privaten entweder mittels einer Barentschädigung abgelöst oder durch Hochquellenwasser ersetzt.
Die wichtigsten Hauptabgabestellen waren bis zuletzt die Auslaufbrunnen. Für deren Anschluss an die Kaiser-Ferdinands-Wasserleitung mussten die 18 Vorstadtgemeinden insgesamt 415.025 Gulden, deren Zahlung in Raten möglich war, aufbringen.
Da diese Summe wegen der möglichen Ratenzahlung während der Bauzeit nicht in voller Höhe zur Verfügung stand, war der Baufonds 1843 erschöpft. Die Kaiser-Ferdinands-Wasserleitung wurde daraufhin der Stadt Wien übergeben mit der Verpflichtung, für den weiteren Ausbau zu sorgen und die noch offenen Rechnungen zu übernehmen. Die Stadt erhielt im Gegenzug dazu das Recht, das Wasser auch an Private zu verkaufen.

## Technik
Das Pumpenhaus der Kaiser-Ferdinands-Wasserleitung wurde auf dem Areal der heutigen Müllverbrennungsanlage Spittelau errichtet. Die zugehörigen Saugkanäle befanden sich nördlich davon auf dem Areal zwischen Donaukanal und der Kaiser-Franz-Josephs-Bahn, die in diesem Abschnitt am 23. Juni 1870 eröffnet wurde.

### Anlage zur Wassergewinnung
In der ersten Ausbaustufe wurde auf einem Holzrost ein 38 Meter langer, aus Stein gemauerter Saugkanal errichtet, eine Art horizontaler Brunnen. Seine Sohle lag 2,6 Meter unter dem örtlichen Wasserspiegel des Donaukanals. Erwartet wurde eine Fördermenge von 5.600 Kubikmeter, die während der Wintermonate allerdings meist beträchtlich unterschritten wurde.
Nach der 1843 erfolgten Übergabe an die Stadt Wien wurde der Saugkanal auf eine Länge von 342 Metern ausgebaut. Damit wurde zwar erwartungsgemäß eine Steigerung der Förderleistung erzielt, allerdings hatte sich unterdessen auch der Pro-Kopf-Wasserverbrauch erhöht, so dass die Kaiser-Ferdinands-Wasserleitung den Wasserbedarf weiterhin nicht decken konnte.
Zwischen 1853 und 1854 wurde der Beschluss verwirklicht, die Fehlmenge durch künstlich gefiltertes Wasser aus dem Donaukanal auszugleichen. Zu diesem Zweck wurde ein Filtrationsbecken von 190 Meter Länge und an jedem Ende je ein gemauertes Sammelbecken errichtet. Eines der Sammelbecken war mittels einer Rohrleitung mit dem Donaukanal verbunden, während das zweite über eine weitere Rohrleitung und einen alten Saugkanal mit dem Pumpenhaus verbunden war, um dort das gefilterte Wasser in das Rohrnetz einzuspeisen. Als Filter diente Schotter, mit dem das Becken gefüllt war.
Mit dieser Filteranlage war es endlich möglich, ausreichend Trinkwasser in zunächst guter Qualität zu liefern. Allerdings verlor die Filteranlage bald an Wirkung und da bei der Errichtung der Anlage keine Möglichkeit eingeplant worden war, die Filter zu erneuern, sank die Wasserqualität rasch ab.
In der letzten Ausbaustufe 1859 wurden neu errichtete Saugkanäle bis auf die wasserundurchlässige Bodenschicht in rund 5 Metern Tiefe unter den Wasserspiegel abgesenkt. Zusätzlich wurde ein 4 × 8 Meter großes Saugbecken für die Pumpen errichtet. Zwischen 1860 und 1862 wurde ein daran anschließender 455 Meter langer Saugkanal und 1869 ein weiterer 80 Meter langer Saugkanal errichtet. Die ursprünglich errichteten Saugkanäle dienten nur noch als Transportleitung.

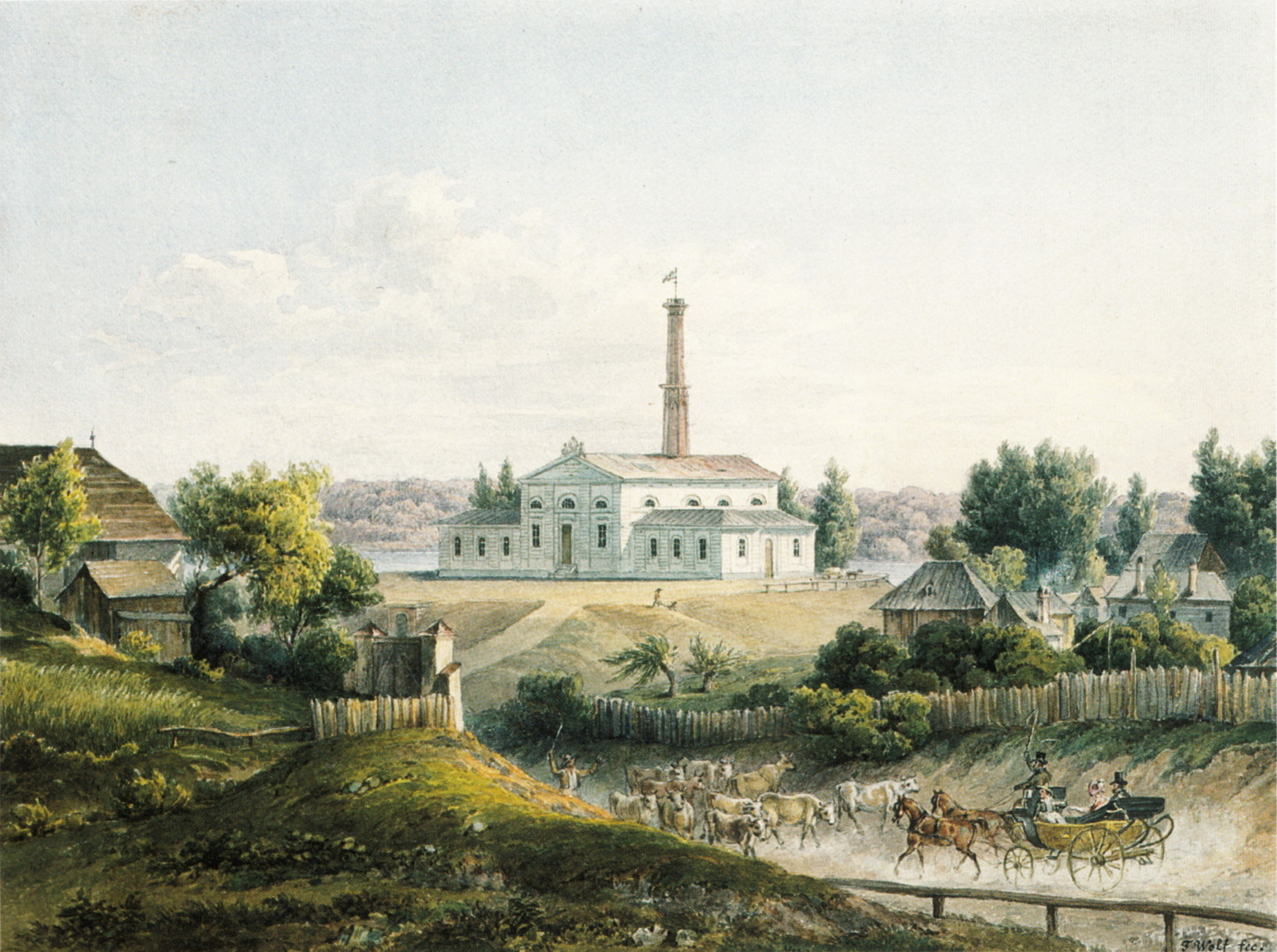
Das Maschinenhaus der Kaiser-Ferdinands-Wasserleitung, aquarelliert von Franz Wolf (1795–1859)

### Anlage zur Wasserförderung
Das Maschinenhaus der Kaiser-Ferdinands-Wasserleitung war ursprünglich mit zwei 45 Kilowatt starken Watt’schen Dampfmaschinen ausgerüstet. Für die 1859 erfolgte Aufstellung einer weiteren, 74 Kilowatt leistenden Woolf’schen Compound-Pumpe musste das Maschinenhaus erweitert werden.
Anschließend daran und an die Errichtung des Saugbeckens wurden die beiden alten Pumpen tiefer gesetzt. Zwischen 1868 und 1869 wurden diese Pumpen in Woolf’sche Compound-Pumpen umgebaut.
Die doppelt wirkenden Pumpen hatten eine Förderhöhe von rund 55 Metern zu überwinden. Die Saugrohre hatten eine Nennweite von 30 Zoll (entspricht heute DN 750), abgeleitet wurde das Trinkwasser durch zwei Rohrleitungen mit je 14 Zoll Nennweite. Gegen auftretende Druckstöße wurden Windkessel eingebaut sowie ein Turm mit Entlüftungs- und Ausgleichsrohrleitungen am Währinger Wasserbehälter errichtet.

### Anlage zur Wasserverteilung
Vom Maschinenhaus in der Spittelau wurde das Wasser durch zwei Rohrleitungen mit je 14 Zoll Nennweite (vergleichbar DN 350) an insgesamt drei Wasserbehälter verteilt.
- Das Wasserreservoir Währing im heutigen Anton-Baumann-Park war das kleinste. Es fasste lediglich 141.250 Liter. Der so genannte Währinger Wasserturm diente nicht als Wasserbehälter zur Drucksteigerung im Leitungsnetz, sondern beinhaltete lediglich vier Steigrohre zur Entlüftung und zum Ausgleich der von den Pumpen ausgehenden Stoßwirkung. Hier wurden die 14 Zoll starken Druckrohre unterbrochen und deren vier Enden mit den Steigrohren verbunden.
- Das Wasserreservoir Neulerchenfeld befand sich in der Nähe der Breitenfelderkirche und fasste etwa 339 Kubikmeter Wasser.
- Das Wasserreservoir Schmelz befand sich in der Nähe der ehemaligen Westbahnlinie im Bereich des heutigen Urban-Loritz-Platzes und fasste 1.017 Kubikmeter Wasser.

Das Leitungsnetz mit einer Nennweite von 3 bis 14 Zoll Durchmessern hatte insgesamt eine Länge von rund 93 Kilometern, versorgte 264 Auslaufbrunnen und über 700 öffentliche und private Häuser in allen Stadtteilen außer der Leopoldstadt und Landstraße. Außerdem wurden in Währing, Hernals, Neulerchenfeld, Sechshaus und Gaudenzdorf 16 Brunnen und 8 Gebäude an das Leitungsnetz angeschlossen.
Um Margareten und Wieden mit Wasser versorgen zu können, wurde in der Nähe der heutigen Brückengasse der Wienfluss unterquert.

## Wasserqualität
Die Wasserqualität war schlecht.
Während es sich bei dem mittels der Saugkanäle gewonnenen Wasser um Bodenfiltrat handelte, wurde das dem Donaukanal direkt entnommene Wasser künstlich in einer Filteranlage, deren Filterwirkung bald nachließ und deren Erneuerung nicht möglich war, gefiltert. So fanden sich bei Untersuchungen Schuppen von Schmetterlingen, Fasern von Schafwolle und sogar Vogelfedern. Ebenso wenig möglich war das Bekämpfen von Krankheitserregern im Wasser.
Vor allem während der Sommermonate war eine häufig auftretende Trübung ein weiteres Problem. Außerdem erwärmte sich das Wasser oft auf Temperaturen bis zu 20 Grad Celsius.
Trotz der zahlreichen Wasserleitungen, die Wasser in allerdings nur geringen Mengen und meist nur für einen eingeschränkten Personenkreis aus dem südlichen und westlichen Umland der Stadt lieferten, blieb die Kaiser-Ferdinands-Wasserleitung mangels brauchbaren Alternativen trotzdem bis zur Eröffnung der I. Wiener Hochquellenwasserleitung in Betrieb.

## Überbleibsel

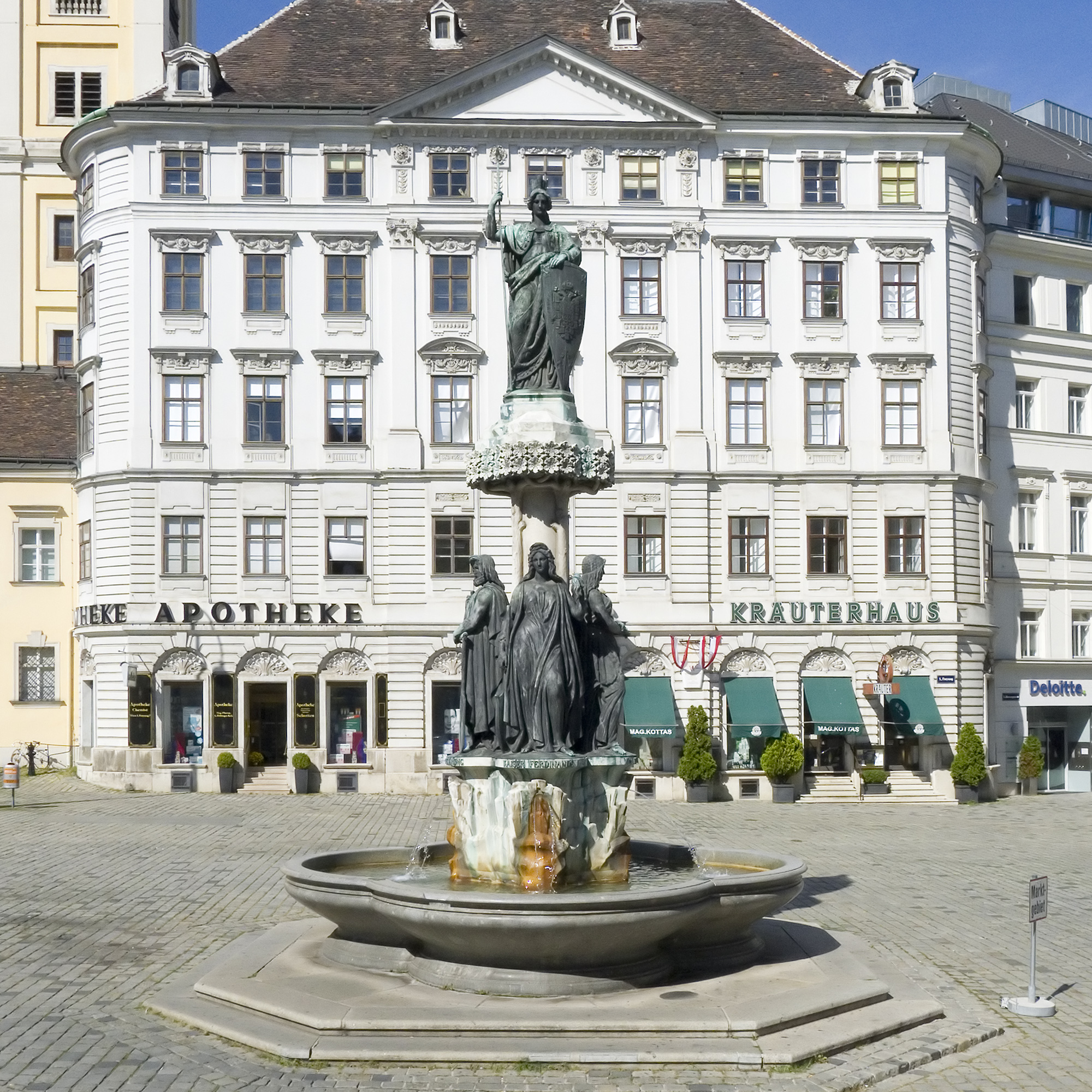
Austriabrunnen auf der Freyung

- Als bauliche Gedenkstätte an die Kaiser-Ferdinands-Wasserleitung blieb der unter Denkmalschutz stehende Währinger Wasserturm am Wiener Gürtel im 18. Wiener Gemeindebezirk Währing erhalten.
- Ein weiteres Andenken an diese Wasserleitung ist der Austriabrunnen auf der Freyung. Dieser wurde anlässlich der Fertigstellung der Wasserleitung im Jahr 1846 geweiht und mit täglich 180.800 Liter Wasser dotiert[1]
- Eine Figurengruppe, welche sich ursprünglich auf dem Pumpenhaus der Kaiser-Ferdinands-Wasserleitung befand und ab 1973 auf dem Gelände des Wasserbehälters Rosenhügel aufgestellt war, wurde gemeinsam mit dem im Wasserleitungsmuseum Kaiserbrunn ausgestellten Kaiserwappen anlässlich der Eröffnung der Wiener Wasserwelt auf der alten Schieberkammer des ehemaligen Wasserbehälters Schmelz (jetzt: Meiselmarkt) aufgestellt[2]
- Als Flurname erhalten blieb die Wasserleitungswiese in der Spittelau nördlich der Müllverbrennungsanlage und in weiterer Folge erhielt auch der dort für die Wiener U-Bahn errichtete Betriebsbahnhof den Namen Betriebsbahnhof Wasserleitungswiese